# Мала Якова Розсоха
Мала Я́кова Розсо́ха (рос. Малая Якова Рассоха) — річка в Республіці Комі, Росія, права притока річки Кедровка, правої притоки річка Печора. Протікає територією Троїцько-Печорського району.
Річка протікає на південний схід та схід.